# Gerónimo de Aguilar
Jerónimo o Gerónimo de Aguilar (Écija, provincia de Sevilla, 1489 - Nueva España, 1531) fue un clérigo español. Algunas fuentes lo citan como subdiácono y otras como fraile. Llegó a América con Juan de Valdivia; fue hecho prisionero por los mayas del Yucatán hacia 1511. En 1519, fue rescatado por Hernán Cortés, a quien sirvió de intérprete en la lengua maya y con el que participó en la conquista de lo que hoy es México.

## De náufrago a prisionero de los mayas
Al poco tiempo de establecerse los españoles en las islas del Mar Caribe, en el proceso que se dio 
inmediatamente después de nombrar nuevas gobernaciones de las Indias, Vasco Núñez de Balboa encabezó una expedición en la que habría de fundar Santa María de la Antigua del Darién, en septiembre de 1510. Le acompañaron en aquella expedición, entre otros, dos personas, Gonzalo Guerrero y Gerónimo de Aguilar, que protagonizarían más tarde las primeras interacciones con los mayas de la península de Yucatán, como consecuencia de un naufragio en el que ambos participaron y del que sobrevivieron.
En efecto, la expedición que los llevó a Santa María la Antigua del Darién, como avanzada enviada de retorno a Cuba por Núñez de Balboa, capitaneada por Juan de Valdivia, al que había nombrado su regidor en Santa María de la Antigua, navegando el 15 de agosto de 1511, se encontraron con una gran tormenta. El barco en el que viajaban fue presa de los elementos.
Naufragaron en los bajos de las Víboras o de los Alacranes, frente a la isla de Jamaica:

Pero atajó Dios los pasos de Valdivia, y a los demás dio a entender, si de entenderlo fueran dignos, las obras que hacían, ser de todo fuego eterno dignas, porque embarcado Valdivia en la misma carabela en que había venido e ido, se hundió con su oro y con sus naves en unos bajos o peñas que están cerca o junto a la Isla de Jamaica, que se llaman las Víboras.
 Bartolomé de las Casas

Una veintena de expedicionarios lograron salvar la vida en un batel. Dieciocho hombres y dos damas consiguieron transitoriamente salvar sus vidas con grandes sufrimientos.
De la veintena que subió al batel, arrastrados por las corrientes del mar Caribe del norte, únicamente ocho llegaron a la costa de Yucatán. Tienen un primer contacto con los Cocomes, grupo maya que predominaba en la región oriental de la península yucateca en aquel entonces, que se mostró bastante agresivo. Gerónimo de Aguilar fue la principal fuente de esta historia, ya que fue el único superviviente junto a Gonzalo Guerrero, pero, uniéndose a la expedición de Hernán Cortés y narró su aventura: 

...(Aguilar) dijo que saltando de la barca los que quedaron vivos, toparon luego con indios, uno de los cuales con una macana hendió la cabeza a uno de los nuestros, cuyo nombre calló; y que yendo aturdido, apretándose con las dos manos la cabeza, se metió en una espesura do topó con una mujer, la cual, apretándole la cabeza, le dejó sano, con una señal tan honda que cabía la mano en ella. Quedó como tonto; nunca quiso estar en poblado, y de noche venía por la comida a las casas de los indios, los cuales no le hacían mal, porque tenían entendido que sus dioses le habían curado, paresciéndoles que herida tan espantosa no podía curarse sino por mano de alguno de sus dioses. Holgábanse con él, porque era gracioso y sin perjuicio vivió en esta vida tres años hasta que murió.
Cervantes de Salazar, Francisco, Crónica de la Nueva España, libro I, Cap. XXII.

Durante los primeros encuentros con los mayas, el capitán Valdivia intentó defenderse y perdió la vida en el intento. Todos los náufragos murieron con la excepción de Gerónimo de Aguilar y de Gonzalo Guerrero, que milagrosamente salvaron la vida. Aventura fatal para la mayoría de los expedicionarios, resultó una prolongada estancia de ambos personajes en Yucatán.
Más tarde Hernán Cortés acogió a Gerónimo de Aguilar. Gonzalo de Guerrero, en cambio, ya había formado familia y decidió quedarse a combatir en contra de los españoles cuando se generalizó la guerra de conquista en la península de Yucatán.

## Ocho años después, la expedición de Hernán Cortés encuentra a los náufragos
Cuando en 1519 la expedición encabezada por Hernán Cortés que se tornaría en el proceso de la conquista de México, desembarcó en Cozumel, se enteró de que había en aquellas tierras náufragos españoles que habían formado parte de anteriores expediciones y que vivían entre los mayas.
Narra Diego López de Cogolludo en su obra Historia de Yucatán (Madrid 1688).

"Con el buen tratamiento del general Hernando Cortés, con no hacer los españoles daño alguno á los indios, se acabaron de asegurar todos los de la Isla, y traían buena provision de bastimentos para el ejército. (...) Desta familiar comunicación con los indios, dice el cronista Herrera, resultó que algunos dieron á entender que cerca de aquella Isla en Tierra firme de Yucatán, había hombres semejantes á los españoles con barbas, y que no eran naturales deste reino, con que tuvo ocasión Hernando Cortés de buscarlos.

Bernal Díaz del Castillo, por su lado, lo expresa de otra manera:

Que como hubiese oído el general á los soldados que vinieron con Francisco Hernández de Córdova, que los indios les decían Castilán, Castilán, señalando al oriente, que llamó al mismo Bernal Díaz y á un viscaíno llamado Martín Ramos, y les preguntó, que si era como se decía; y respondiéndole que sí, dijo el general, que presumía haber españoles en Yucatán, y sería bueno hacer diligencia entre los indios".

Y sigue diciendo el cronista de la Historia Verdadera de la Conquista de la Nueva España:

"Mandó el general llamar á los caciques, y por lengua del indio Melchor (que ya sabia algún poco de la castellana, y la de Cozumel (Cuzamil) es la misma que la de Yucatán) se les preguntó si tenían noticia de ellos. Todos en una conformidad respondieron, que habían conocido unos españoles en esta tierra, y daban señas dellos, diciendo que unos caciques los tenían por esclavos, y que los indios mercaderes de aquella Isla los habían hablado pocos días había, que estarían de distancia la tierra adentro, andadura y camino de dos soles".

## Hernán Cortés envía cartas a los náufragos
Sigue Bernal Díaz diciendo:

Grande fue el alegría de los españoles con esta nueva, y así les dijo el general á los caciques que con cartas, que les daría para ellos se los enviasen á buscar. A los que señalaron los caciques (para ir, halagó) y dio unas camisas y cuentas, prometiendo darles más cuando volviesen. Los caciques dijeron al general, enviase con los mensajeros rescate para dar a los amos, cuyos esclavos eran, para que los dejasen venir, y así se les dio de todo género de cuentas y otras cosas, y se dispusieron los dos navíos menores con veinte ballesteros y escopeteros, por su capitán Diego de Ordaz. Dióles orden el general que estuviesen en la costa de Punta de Cotóch (c'otoch) aguardando ocho días con el navío mayor, y que con el menor se le viniese á dar cuenta de lo que hacían. Dispusose todo, y la carta que el general Cortés dio á los indios, para que llevasen á los españoles, decía así: "Señores y hermanos, aquí en Cozumél (Cuzamil) he sabido, que estais en poder de un cacique detenidos. Yo os pido por merced, que luego es vengais aquí á Cozumel (Cuzamil), que para ello envió un navío con soldados, si los hubieredes menester, y rescate para dar á esos indios con quien estáis, y lleva el navío de plaza ocho días para os aguardar. Veníos con toda brevedad: de mi sereis bien mirados, y aprovechados. Yo quedo aquí en esta isla con quinientos soldados y once navíos. En ellos voy mediante Dios la vía de un pueblo que se dice Tabasco o Potonchán.

## Jerónimo de Aguilar se encuentra con los expedicionarios
Los indios que llevaron la carta de Hernán Cortés se la dieron a Jerónimo de Aguilar. Bernal refiere que no se atrevieron a dársela a él, sino a su amo, y que Aguilar, dudando mucho le quisiese dar licencia para irse, con mucha humildad puso todo el negocio en la voluntad de su amo. Dándole licencia, e hizo que le acompañasen algunos indios, pidiéndole que solicitase para él la amistad de los españoles porque deseaba tenerla con hombres tan valerosos.
Pero Bernal Díaz afirma:

"Al Jerónimo de Aguilar se dio la carta y rescates, y que habiéndola leído se holgó mucho (bien se deja entender el grado en que seria) y que fue á su amo con ella, y los rescates para que le diese la licencia, la cual luego dio para que se fuese donde tuviese gusto. Jerónimo Aguilar habida licencia de su amo, fue en busca de otro compañero suyo llamado Gonzalo Guerrero y le enseñó la carta, y dijo lo que pasaba"

Se dice que Gonzalo Guerrero respondió: 

"Hermano Aguilar, yo soy casado y tengo tres hijos. Tienenme por cacique y capitán, cuando hay guerras, la cara tengo labrada, y horadadas las orejas que dirán de mi esos españoles, si me ven ir de este modo? Idos vos con Dios, que ya véis que estos mis hijitos son bonitos, y dadme por vida vuestra de esas cuentas verdes que traéis, para darles, y diré, que mis hermanos me las envían de mi tierra."

La crónica de Díaz del Castillo sigue: 

"Cuando volvieron á arribar á Cozumel (Cuzamil) los navíos, supólo luego Jerónimo de Aguilar, y trató con priesa de ir á alcanzarlos. Pagó con las cuentas verdes del rescate que le enviaron, y seis indios remeros que en breve tiempo (por no ser más de cuatro leguas la travesía) pasaron de la banda de Tierra firme á la playa de la isla, aunque por la violencia de las corrientes descayeron algo del puerto á donde iban á parar. Habían salido unos soldados á caza de puercos monteses, de los que tienen el ombligo arriba en el espinazo; dijeron al general como habían visto, que de la parte de Cabo de Cotoch atravesó una canoa grande á la Isla, y que la gente de ella junto al pueblo. Mandó el general al capitán Andrés de Tapia, que con otros dos soldados fuese á reconocer que novedad era aquella. Viendo los indios remeros ir los españoles para ellos, quisierónse tomar á embarcar, pero Aguilar los sosegó, diciéndoles, que no tuviesen miedo, que eran sus hermanos. Como el español venía de la misma forma que los indios, envió á decir el capitán Andrés de Tápia al general Cortés, que siete indios eran los que habían llegado en la canoa. Los españoles que los encontraban, preguntaban al capitán Tapia por el español; ¿pero que tal venía él, para que le conociesen, aunque estaba presente? De su natural color era moreno, venía tresquilado como un indio esclavo, traía un remo al hombro, una ruin manta, sus partes verendas cubiertas con un paño á modo de braguero, que los indios usan y llaman Puyut, y en la manta un bulto, que después se vio eran horas muy viejas, y con este arreo llegó á la presencia del general Cortés que también preguntó al capitán Tapia por el español Jerónimo de Aguilar, que se había puesto en cuclillas, como los otros indios, entendiendo al general, dijo: Yo soy; y luego Cortés le mandó vestir camisa y jubón, y unos calzones, y calzar unos alpargates, y le dieron para cubrirle la cabeza una montera, que por entonces no se le pudo dar otros vestidos".

Jerónimo de Aguilar partió con Hernán Cortés a la Conquista de México en la que le sirvió de intérprete o traductor puesto que hablaba la lengua maya, y junto con La Malinche que hablaba las lenguas maya y náhuatl, Hernán Cortés pudo comunicarse con los mayas y mexicas mediante la triangulación de tres lenguas, del idioma español al idioma maya (por medio de Gerónimo de Aguilar) y del idioma maya al idioma náhuatl (por medio de La Malinche) y viceversa.

## Vida posterior
Por sus méritos en la conquista recibió en encomienda los pueblos de Molango, Xochicoatlán y Malilla. Tuvo una hija natural con una india llamada Elvira Toznenitzin, hija del noble tlaxcalteca Alonso Cuauhtimotzin, de cuya relación nació a su vez una hija llamada Luisa de Aguilar.
Jerónimo de Aguilar murió en 1531 cerca del río Pánuco. Los pueblos de su encomienda fueron retomados por la Corona. Se ignora el lugar donde fue sepultado.